# إشراقة مصطفى
إشراقة مصطفى حامد كاتبة ومترجمة وأستاذة جامعية وشاعرة سودانية، تقيم في النمسا منذ التسعينيات. وتعد من الناشطات في مجال حقوق المرأة وخاصة المرأة السوداء في بلاد المهجر، عضو ومؤسسة للعديد من المنظمات التي تهتم بالمهاجرات الأفريقيات في أوروبا. حائزة على درجة الدكتوراه في العلوم السياسية من جامعة فيينا عام 2006. ممثلة الأدب العربي بالقلم النمساوي بدءاً من سبتمبر 2015. وهي من المدافعات عن قضية نورا حسين. وتتحدث اللغات؛ العربية، الإنجليزية والألمانية وتكتب بالعربية والألمانية.

## النشاة والميلاد
ولدت في 16 سبتمبر عام 1961 بمدينة كوستي بولاية النيل الابيض بالسودان.

## المراحل الدراسية
- درست المرحلة الاولية والمتوسطة والثانوي العالي بمدينة كوستي في الفترة من 1969 إلى 1984
- نالت بكالريوس الشرف في الإعلام من جامعة أم درمان الإسلاميةعام 1989.
- دبلوم عالي في علوم الإتصال من جامعة الخرطوم عام 1993.
- ماجستير في الإعلام وعلوم الاتصالات من جامعة فيينا، كلية الإعلام والنشر عام 1997.
- دكتوراة في العلوم السياسية من جامعة فيينا عام 2006.

## الخبرات العملية
1. منسقة مشاريع إبداعية بالقلم النمساوي وممثلة الأدب العربي بالقلم النمساوي - بدءاً من سبتمبر 2015.
2. محاضرة في جامعة سيغموند فرويد حتى 2014
3. مستشارة لدعم النساء ضحايا الاتجار بالبشر بمركز التدخل لحماية النساء ضحايا الاتجار بالبشر في الفترة من 2009 وحتى 2014.
4. محاضرة غير متفرغة في جامعة سالزبورغ الفصل الدراسي الشتوي.
5. باحثة في جامعة الاقتصاد 2008.
6. محاضرة غير متفرغة بكلية العلوم السياسية جامعة فيينا من 2001 وعلى مدى عشرة فصول دراسية، من المواد التي قامت بتدريسها:

- النساء في أوضاع الحروب والصراعات المسلحة بالتركيز على النساء في العراق/ أفغانستان/ القرن الأفريقين وكيف غطت الميديا الناطقة بالالمانية اوضاعهن. مادة سياسات الهجرة في النمسا/ المراة المسلمة بين تنميط المجتمع والواقع/ قضايا الصحة الإنجابية مقارنات عالمية/ ثقافة السلام والتنمية.

1. مستشارة لتعزيز المراة المهاجرة من أفريقيا والوطن العربي في منظمة Pergerina في فيينا عام 1998.
2. صحفية منذ العام 1992 نشرت في عدة صحف داخل السودان وخارجه وتعد برامج إذاعية في إذاعة النساء عبر الأثير وتستضيف فيها نساء مهاجرات وأوروبيات يعملن في مجالات الإبداع المختلفه، واختيرت حلقتين من حلقاتها في أفضل اسطوانة شملت مساهمات مختلفة من إعلاميات أوروبيات في عام 2013 و2014.
3. معدة أول برنامج إذاعي عن حماية البيئة في السودان بالإذاعة السودانية في العام 1992 وإلى 1994 وما زال البرنامج مستمراً.

## مشاركات عالمية
1. معرض لايبزك للكتاب الدولي بألمانيا مشاركة في وفد النمسا 2003.
2. برنامج القيادة العالمية بدعوة من الحكومة الأمريكية 2004.
3. المشاركة في الرحلة العلمية والبحثية عن دور القروض الصغيرة في تعزيز الريف المصري وذلك إبان عملها كباحثه في جامعة الاقتصاد في فيينا عام 2008.
4. ممثلة وفد منظمة وايد- النساء والتنمية في مؤتمر النساء والربيع العربي في بروكسل في بلجيكا 2011.
5. مؤتمر الكاتبات الإفريقيات بالعاصمة الغانية أكرا عام 2013.

## تنسيق رحلات علمية
- رحلة علمية لطالبات كلية العلوم السياسية جامعة فيينا إلى كلية الآداب جامعة قطر 2005.
- تنسيق رحلة علمية لطالبات جامعة قطر إلى جامعة فيينا 2006.
- تنسيق برامج تبادل معرفي بين مدارس اليونيسكو وثلاث مدارس في السودان.
- تنسيق أول معرض مشترك بين جمعية الإرشاد البيئي بالنمسا العليا والجمعية السودانية لحماية البيئة وذلك في يوم البيئة العالمي 1995 بالنمسا السفلى.

## بحوث ودراسات باللغة الألمانية
- استراتيجيات الاندماج بالنسبة للمراة الإفريقية المهاجرة بتمويل من مؤسسة الاندماج الفييناوي 1997 وعلى ضوء ذلك تمّ تدشين مشروع استشاري للنساء العربيات والإفريقيات في فيينا لدعم مسيرتهن في الوطن الجديد.
- المرأة المسلمة ما بين الواقع والتنميط، بحث بعد أحداث الحادي عشر من سبتمبر لمعرفة تاثير هذه الأحداث على واقع النساء المسلمات في النمسا. تم البحث بتمويل من منظمة:

Vienna Institute for Dialogue and Development Cooperation.
- قضايا الصحة الإنجابية لدى المرأة العربية والإفريقية بفيينا- بتمويل من مكتب الصحة الفييناوي لدعم قضايا صحة النساء 2002.
- تحليل للتمييز الإثني الواقع على المرأة الإفريقية بفيينا 2001 بتمويل من حكومة فيينا - قسم البحوث ومعهد رينا للعلوم السياسية الدولية.
- نساء على قارعة الحياة، تحليل لأوضاع المراة النازحة على أطراف الخرطوم 2003 بتمويل DKA.
- استراتيجيات لتعزيز الأطفال الأفرونمساويين بتمويل من:

Karl Rennar Institute of political academy حكومة فيينا قسم البحوث 2004.
- تعزيز المجتمع الريفي ضد الختان وتزويج البنات صغيرات السن عام2005. بتمويل من DKA نتيجة مشروع تنموي استفادت منه ست قرى في منطقة الجزيرة وتمويل لمدة عامين.
- استراتيجيات لمكافحة الاتجار بالبشر في السودان من وجهة نظر الجهات الرسمية 2013 بتمويل من:

Vienna Institute for Dialogue and Development Cooperation .
- التعدد والتنوع في فيينا من وجهة نظر المبدعين المهاجرين وبتمويل من قسم البحوث بمكتب حكومة فيينا عام 2014.

## الجوائز
- سفيرة النوايا الحسنة فوق العادة للثقافة بالمجان من مؤسسة ناجي نعمان الأدبية للثقافة بالمجان في العام 2014، وفي ذات العام نالت جائزة الإبداع من نفس المؤسسة.[4]
- جائزة الإنجاز العلمي مقدمة من وزارة الثقافة والتعليم والفنون لانجازها درجة الدكتوراة الخاصة بقضايا التعزيز والهويات بالنسبة للنساء الإفريقيات.
- جائزة التميز فوق العادة لحاكم مدينة باترسون - نيوجرسي أكتوبر 2014.
- جائزة لويبلد اشتيرن الأدبية والتي تمنحها نقابة العمال النمساوية عن قصته ثلاثة وجوه مفرحة تتجاوز الحدود 2002.
- جائزة الحركة النسائية الكاثوليكية للمرأة الناشطة، نالتها لاهتمامها بقضايا النساء العربيات والإفريقيات في النمسا عام 1997.[5]
- حافز الكتاب المميز عن مجموعتها الشعرية الأولى الصادرة باللغة الألمانية بعنوان ومع ذلك أغني، مقدمة من مجلس الوزراء النمساوي- قسم الفنون في العام 2003.
- منحة تحفيزية من حكومة فيينا عبر وزارة التربية والثقافة والفنون الاتحادية في النمسا.
- منحة تحفيزية من صندوق مستقبل الجمهورية النمساوي عن مشروعها الأدبي.

## مؤلفاتها
أربعة مجموعات شعرية:
- أحزان شاهقة باللغة العربية 2003.
- ومع ذلك أغني، باللغة الألمانية 2003.
- انتى المزامير، بالعربية والألمانية عن دار ميريت بمصر 2009.
- وجوه الدانوب، شعر ونثر بالالمانية صادر عن دار لوكر النمساوية 2014.
- أنثى الأنهار.. من سيرة الجرح والملح والعزيمة، بالعربية، دار النسيم القاهرة 2015.
- شاركت في خمسة عشر أنطولوجيا أدبية باللغة الألمانية منذ العام 1995.
- تنشر وتكتب بشكل منتظم في مجلة التضامن النسوي النمساوية والمهتمة بقضايا التفاعل الثقافي بين النساء جنوب الكرة الأرضية منذ العام 1997.

## ترجمات
- سيمفونية الربع الخالي، نصوص من الإمارات / عمان 2015.
- ترجمة نصوص مختلفة لكاتبات وكتاب من سوريا والسودان من العربية للألمانية.
- ترجمة رواية مخيلة الخندريس للروائي السوداني عبد العزيز بركة ساكن، وتم تدشينها في معرض فيينا الدولي للكتاب عام 2012، وتدرس هذه الرواية في المعهد الفني بمدينة سالفلدن بالنمسا.

## أعمال تحت الطبع
- النيل والدانوب مصبهما قلبي:ترجمات من العربية لكُتاب وكاتبات سودانيات للألمانية ولكتاب نمساويين إلى العربية.
- طقوس العطش، مجموعة شعرية بالعربية.
- الحب، الحرب والسلام، مختارات من السرد السوداني.

## من أشعارها
عاشقٌ
يَنْزَلِقُ مِنْ رَعشتي
ويَهْدِرُ بِحَنَانٍ في حَنجَرَتي.
يَعْرِفُ ثعَالبَ جُنُوني المَاكِرة
ويَتَشَهَّى أرانِبَ قَلْبِي.
يَحْميها مِنْ تَغَوُّلِ الوُحُوشِ البَرِيَّة
حيواناتُ قلبيَ الأليفةُ لا تَغْرقُ مثليَ في الوَهْمِْ
تُدْرِكُ إرادتي،
أنِّي في هواه نَعَامةٌ أدْفِنُ كُلِّي
هَلْ لِي بمَجْنُونٍ،
يَشُرُّ {هدومَ} جُنُوني عَلى الأرضِ البُورْ
وَمِنْ بَعْدُ يَحْرُثُنِي
يُمْطِرُني
ثُمَّ يَغْـرزُ شَوْكَاتِ الكِتَابَةِ عَلَى جَسَدِي
لا يُرْعِبُهُ خريرُ الدَّمِ مِنْ أَربعةِ حُرُوفْ
تَنْفَرِدُ أجنحةٌ تخترقُ صمتَهُ المحْزونَ
تُغرِّدُ فِي ليلِهِ البَعيدِ الحَرُونْ: أحِبُّكَ
هَلْ لي ؟
حُلمٌ
غضبٌ
جنونٌ
لا يَهمُّ...
يَهمُّني أنْ تعَرِفَ أنَّكَ حبيبي.
فاشْطرُني في مَهْدِكَ
وتدثرني.